# Suchownia
Suchownia – przysiółek wsi Lipa Góra w Polsce, położony w województwie pomorskim, w powiecie tczewskim, w gminie Morzeszczyn.
W latach 1975–1998 przysiółek należała administracyjnie do województwa gdańskiego.